# Gabriel-Gervais Chardin
Pour les articles homonymes, voir Chardin.
 (novembre 2014).
Si vous disposez d'ouvrages ou d'articles de référence ou si vous connaissez des sites web de qualité traitant du thème abordé ici, merci de compléter l'article en donnant les références utiles à sa vérifiabilité et en les liant à la section « Notes et références ».
Gabriel-Gervais Chardin, né le 21 novembre 1814 à Paris et mort le 16 octobre 1907 à Paris 6e, est un peintre paysagiste et animalier français. Il se rattache à l'École de Barbizon.

## Biographie
Chardin était élève de Camille Roqueplan et de Constant Troyon. Un de ses tableaux fut exposé pour la première fois au Salon de Paris en 1841, suivi par d'autres œuvres chaque année à quelques exceptions près de 1845 à 1868. La plupart de ses peintures représentent des paysages des environs de Paris, en particulier autour de Compiègne et d'Étampes, principalement avec des animaux tels que des vaches ou des chiens de chasse.

## Collections publiques
- Bagnères-de-Bigorre, musée Salies : Crépuscule, huile sur toile, 1848 ;
- Rennes, musée des beaux-arts : Tête de chien, huile sur bois[2]

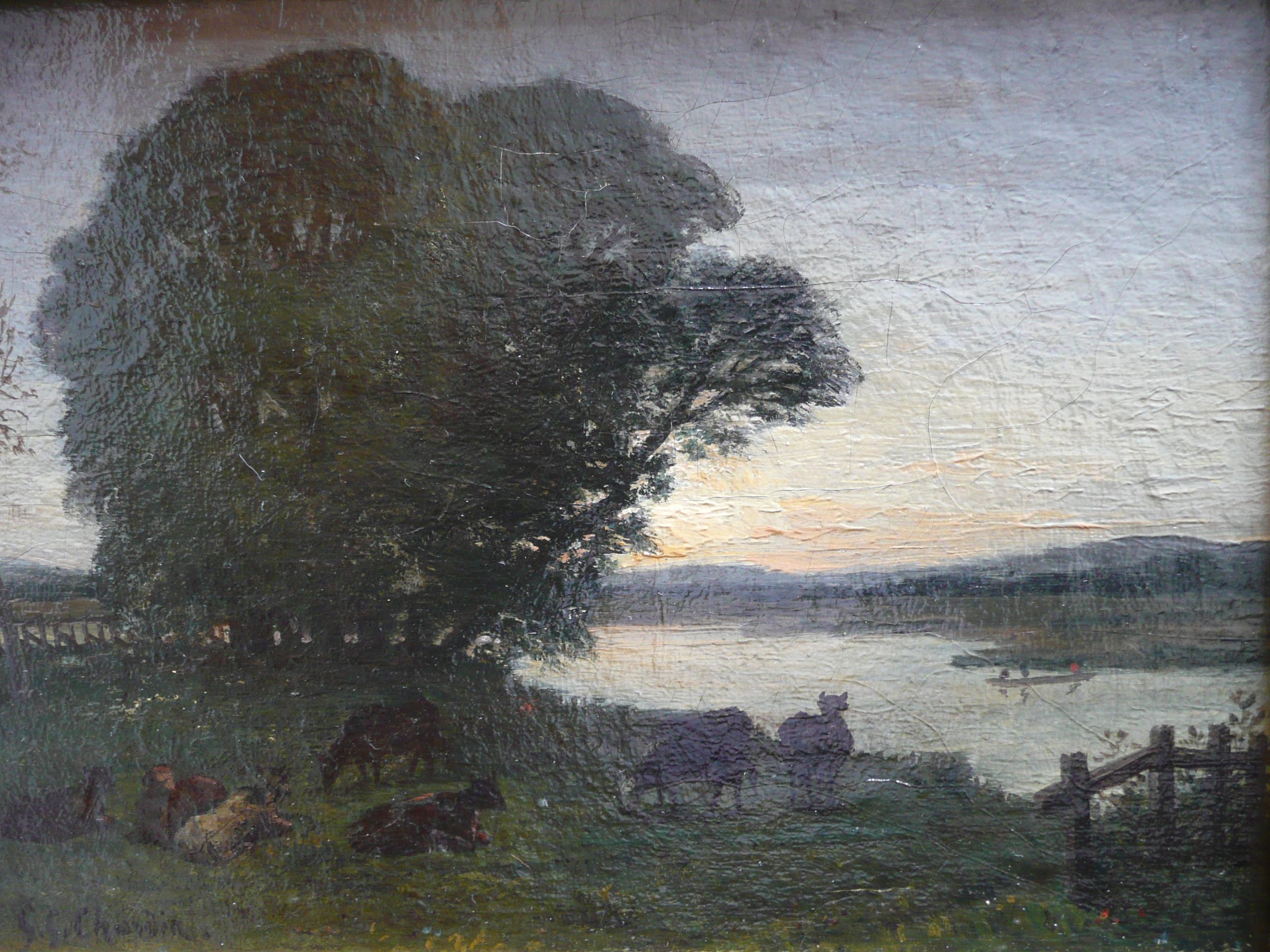
Crépuscule, œuvre non sourcée.[réf. nécessaire]
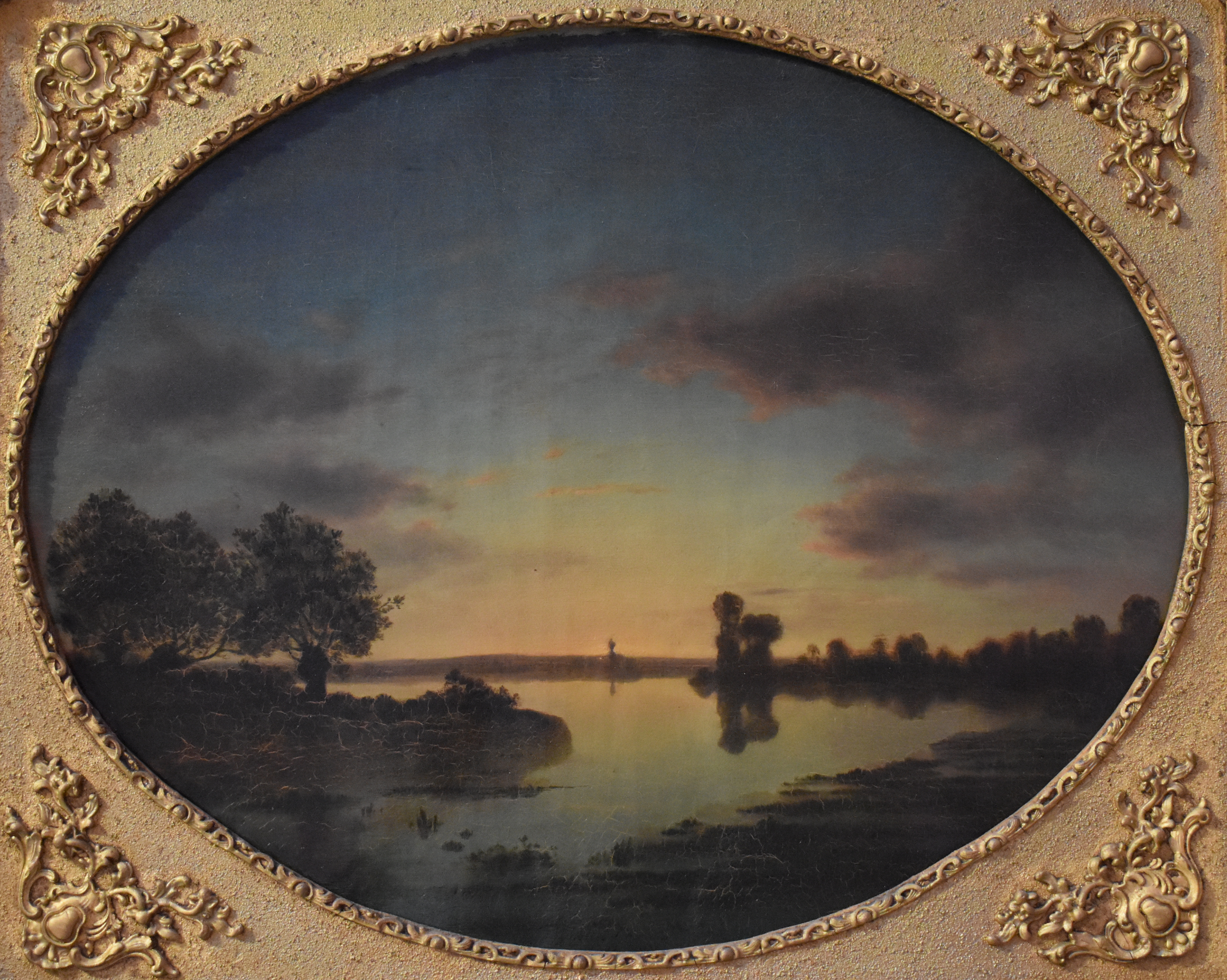
Crépuscule (1848), musée Salies.